# Háje (Cheb)
Háje (németül Gehaag) Cheb településrésze Csehországban a Karlovy Vary-i kerület Chebi járásában. Korábban önálló település.

## Fekvése
Csehország nyugati határvidékén, Cheb városközpontjának déli szomszédságában, 490 m tengerszint feletti magasságban fekszik.

## Története
Írott források elsőként 1297-ben említik. A második világháború előtti években 78 lakóháza és 664 lakosa volt, a 2000-es évek közepén 183 lakóházát 736 személy lakta.

## Társadalmi szervezetek
- Önkéntes tűzoltószervezet
- Lovasegylet

## Képtár

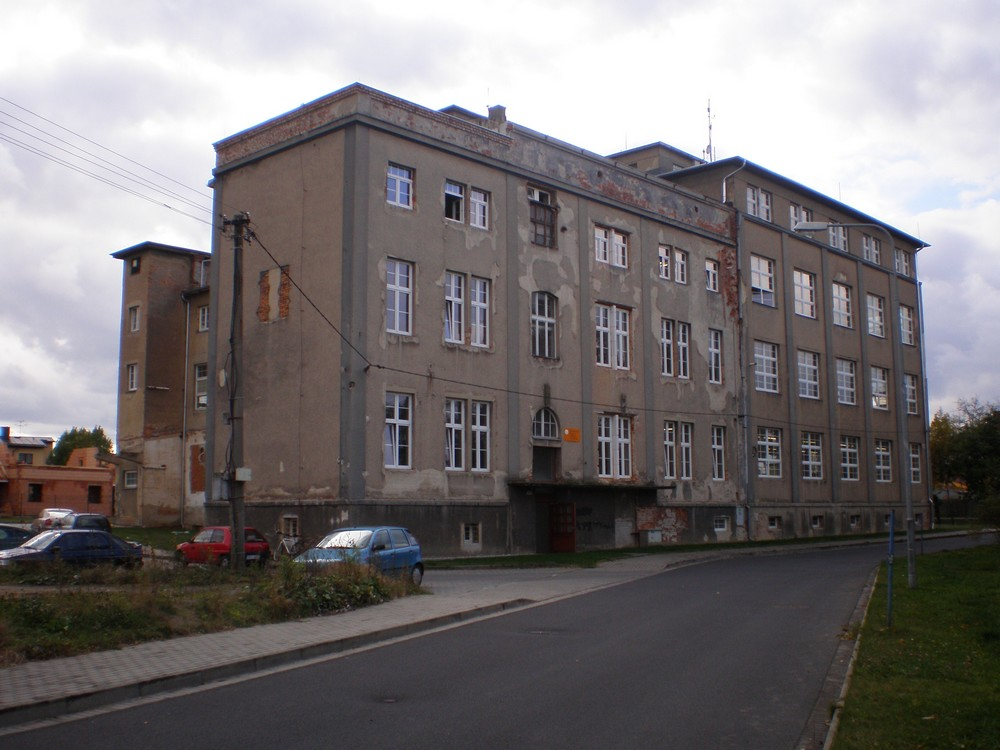
Blanická utca
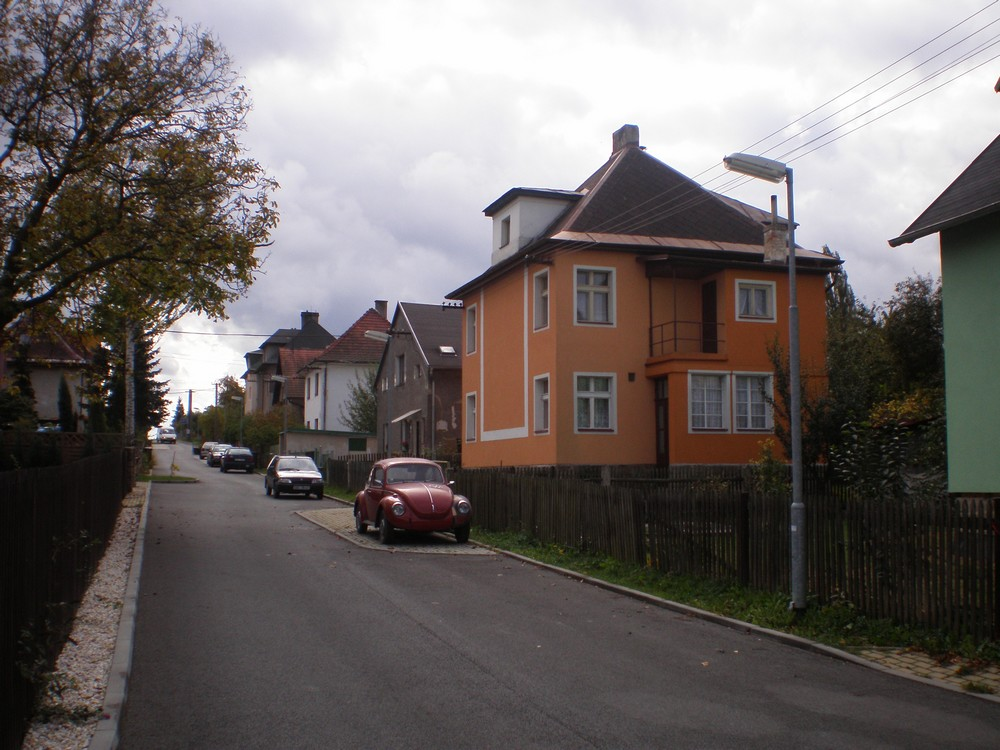
Domažlicei utca

## Fordítás
- Ez a szócikk részben vagy egészben a Háje (Cheb) című cseh Wikipédia-szócikk ezen változatának fordításán alapul.  Az eredeti cikk szerkesztőit annak laptörténete sorolja fel. Ez a jelzés csupán a megfogalmazás eredetét és a szerzői jogokat jelzi, nem szolgál a cikkben szereplő információk forrásmegjelöléseként.